# واگن غذاخوری

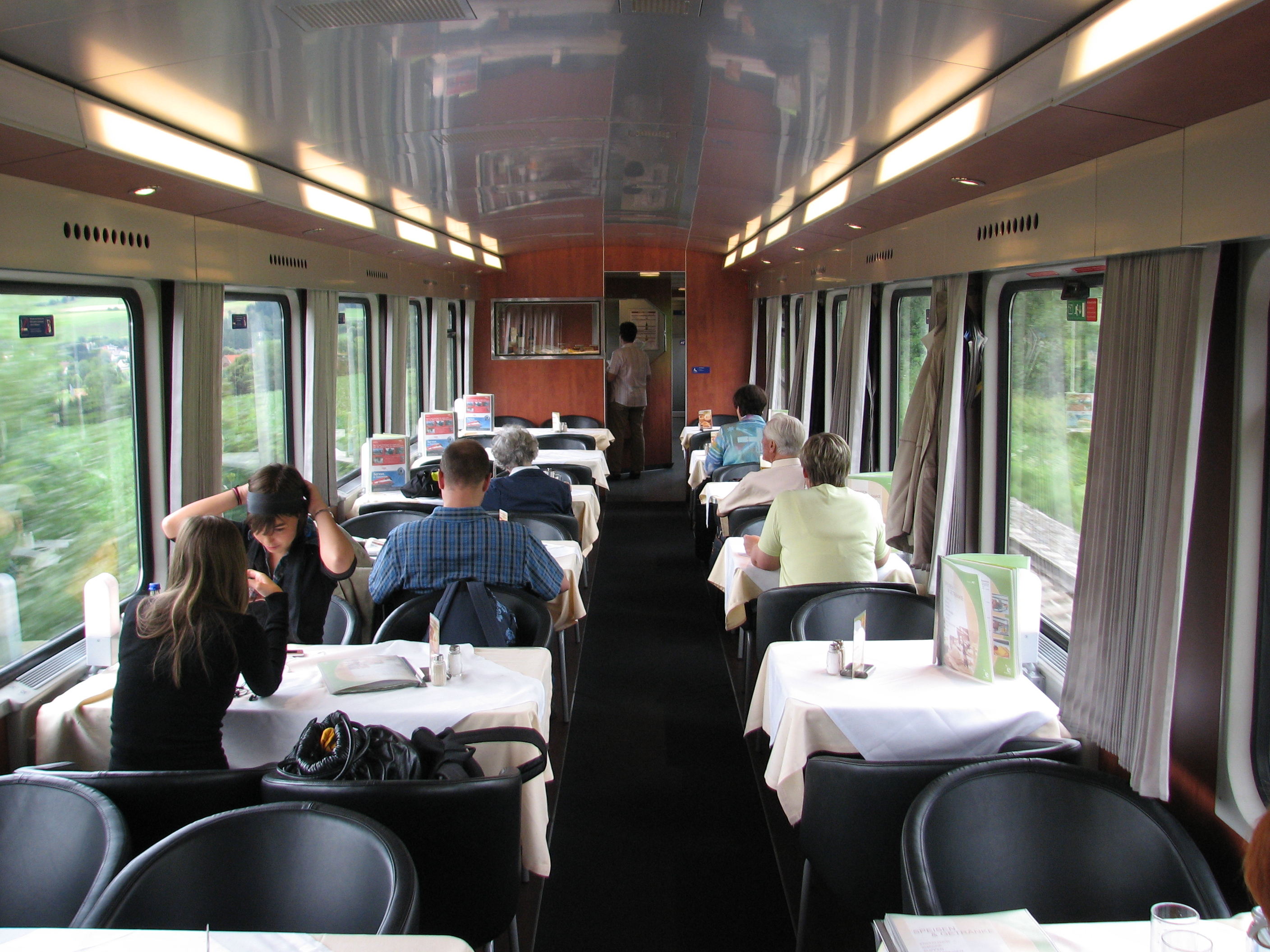
یک واگن غذاخوری در قطار بین‌شهری اتریش در سال ۲۰۰۸ میلادی.

واگن غذاخوری یک واگن مسافری‌بری ریلی است که وعده‌های غذایی را به شیوهٔ رستوران‌های ایستاده سرو می‌کند.